# Кларксвилл (Техас)
Кла́рксвилл (англ. Clarksville) — город в США, расположенный в северо-восточной части штата Техас, административный центр округа Ред-Ривер. По данным переписи за 2010 год число жителей составляло 3285 человек, по оценке Бюро переписи США в 2015 году в городе проживало 3187 человек.

## История
Город был заложен в 1833 году Джеймсом Кларком. В 1835 году был основан округ Ред-Ривер и Кларксвилл в борьбе в ЛаГрейнджем (позже переименованным в Мадрас) выиграл право называться административным центром округа. В 1837 году город получил органы местного управления, после чего, в течение нескольких лет стал сельскохозяйственным центром и центром образования округа. Вплоть до гражданской войны город считался наиболее важным торговым центром северо-восточного Техаса, получая товары из Луизианы пароходами, передвигавшимися по реке Ред-Ривер. Во время гражданской войны и позже, во время Великой депрессии экономика города серьезно ухудшилась. После Второй мировой войны больше людей стали переезжать в крупные города, а сельскохозяйственная отрасль в регионе стала сокращаться.

## География
Кларксвилл находится в центре округа, его координаты: 33°36′40″ с. ш. 95°03′22″ з. д..
Согласно данным бюро переписи США, площадь города составляет 7,9 квадратного километра и целиком занята сушей.

### Климат
Согласно классификации климатов Кёппена, в Кларксвилле преобладает влажный субтропический климат.
| Показатель                    | Янв.  | Фев.  | Март  | Апр. | Май  | Июнь | Июль | Авг. | Сен. | Окт. | Нояб. | Дек.  | Год   |
| ----------------------------- | ----- | ----- | ----- | ---- | ---- | ---- | ---- | ---- | ---- | ---- | ----- | ----- | ----- |
| Абсолютный максимум, °C       | 33,3  | 32,2  | 35,6  | 35,6 | 37,8 | 41,1 | 43,3 | 46,1 | 42,2 | 37,8 | 33,3  | 31,7  | 46,1  |
| Средний суточный максимум, °C | 12,6  | 15,1  | 19,4  | 24,1 | 27,8 | 31,9 | 34,3 | 34,5 | 30,9 | 25,6 | 19,1  | 13,7  | 24,1  |
| Средняя температура, °C       | 6,2   | 8,5   | 12,6  | 17,4 | 21,6 | 25,8 | 27,9 | 27,8 | 24,2 | 18,2 | 12,1  | 7,3   | 17,5  |
| Средний суточный минимум, °C  | −0,1  | 1,8   | 5,8   | 10,7 | 15,4 | 19,8 | 21,6 | 21,2 | 17,4 | 10,9 | 5,2   | 0,9   | 10,9  |
| Абсолютный минимум, °C        | −21,7 | −20,6 | −12,8 | −5   | 1,7  | 7,2  | 11,1 | 11,1 | 2,2  | −5   | −13,3 | −16,7 | −21,7 |
| Норма осадков, мм             | 80    | 81    | 108   | 118  | 136  | 96   | 82   | 69   | 89   | 102  | 100   | 104   | 1164  |
| Источник: weatherbase.com     |       |       |       |      |      |      |      |      |      |      |       |       |       |

## Население
Согласно переписи населения 2010 года в городе проживало 3285 человек, было 1361 домохозяйство и 838 семей. Расовый состав города: 43,6 % — белые, 48,1 % — афроамериканцы, 0,7 % — коренные жители США, 0,4 % — азиаты, 0,0 % (0 человек) — жители Гавайев или Океании, 5,3 % — другие расы, 2 % — две и более расы. Число испаноязычных жителей любых рас составило 9,6 %.
Из 1361 домохозяйства, в 24,2 % входят дети младше 18 лет. 34,5 % домохозяйств представляли собой совместно проживающие супружеские пары (9,8 % с детьми младше 18 лет), в 22 % домохозяйств женщины проживали без мужей, в 5,1 % домохозяйств мужчины проживали без жён, 38,4 % домохозяйств не являлись семьями. В 33,9 % домохозяйств проживал только один человек, 13,1 % составляли одинокие пожилые люди (старше 65 лет). Средний размер домохозяйства составлял 2,33 человека. Средний размер семьи — 2,97 человека.
Население города по возрастному диапазону распределилось следующим образом: 26,3 % — жители младше 20 лет, 21,6 % находятся в возрасте от 20 до 39, 34,3 % — от 40 до 64, 17,9 % — 65 лет и старше. Средний возраст составляет 41,7 года.
Согласно данным опросов пяти лет с 2010 по 2014 годы, средний доход домохозяйства в Кларксвилла составляет 17 861 доллар США в год, средний доход семьи — 27 938 долларов. Доход на душу населения в городе составляет 13 128 долларов. Около 28,2 % семей и 28,6 % населения находятся за чертой бедности. В том числе 32,1 % в возрасте до 18 лет и 19,6 % в возрасте 65 и старше.

## Местное управление
Управление городом осуществляется мэром, и городским советом из восьми членов.
Остальные ключевые должности:
- сити-менеджер
- городской секретарь
- начальник полиции
- начальник пожарной охраны
- судья
- городской юрист

## Инфраструктура и транспорт
Через город проходят автомагистраль 82 США, а также автомагистраль 37 штата Техас.
В городе находится окружной аэропорт Clarksville/Red River County Airport-J D Trissell Field. Аэропорт располагает одной взлётно-посадочной полосой длиной 914 метров. Ближайшим аэропортом, выполняющим коммерческие пассажирские рейсы, является региональный аэропорт Тексарканы, примерно в 100 километрах к востоку от Кларксвилла.

## Образование
Город обслуживается независимым школьным округом Кларксвилл.